# Amiga UNIX
Amiga UNIX — полный порт операционной системы UNIX System V R4, созданный в R&D Amiga Inc. корпорации Commodore в 1990 году для семейства персональных компьютеров Amiga (в дополнение к AmigaOS, штатно поставлявшейся вместе с Amiga). Amiga UNIX также часто упоминают под её неформальным названием AMIX. Эта операционная система начала поставляться вместе с Amiga 3000UX, относящейся к High-End линейке продуктов Commodore, и стала одним из первых удачных портов SVR4 для архитектуры m68k.
Вопреки мнению[чьему?] об «игровом» персональном компьютере Amiga, эта операционная система в 1990 году считалась одной из самых серьёзных[прояснить]. Однако, амбиции Commodore помешали заключению договора с Sun Microsystems.

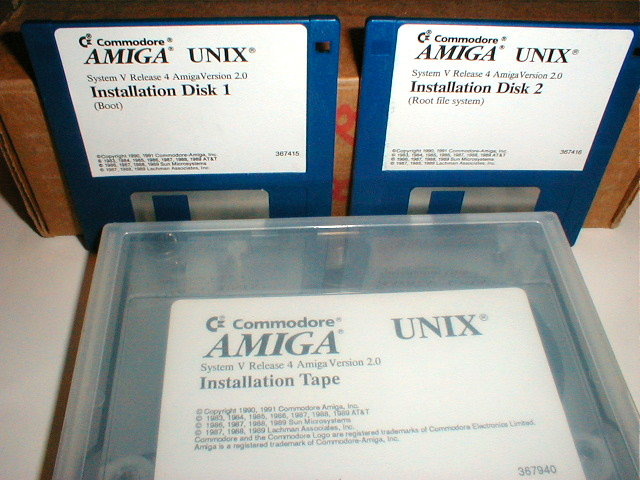
Дискеты и кассета стримера с Amiga UNIX System V Release 4

В отличие от UNIX для Макинтошей, A/UX, исполнявшего приложения классической системы, Amiga UNIX не имел никаких эмуляционных средств для запуска программ из AmigaOS. При этом практически не существовало программ для Amiga UNIX, которые могли бы использовать выдающиеся мультимедийные возможности Amiga. Цена Amiga 3000UX (Amiga 3000+Amiga UNIX) в 7000 $ за одно рабочее место также не очень способствовала популярности. Для сравнения: рабочая станция NeXT в 1990 году стоила 5000 $ за одно рабочее место, SGI Indigo стоила 8000 $ и DEC 5000/2 - около 5000 $. Причём все эти автоматизированные рабочие места штатно поставлялись с полноценными операционными системами и большим числом приложений. Sun, Hewlett-Packard и IBM предлагали аналогичные решения на более примитивной платформе PC-compatibly и с меньшей себестоимостью. Да и сама Amiga 3000 (без UNIX) стоила 4250 $.
Так же, как и многие другие проприетарные клоны UNIX,, Amiga UNIX исчез после банкротства создавшей его компании. Сегодня для Amiga доступно множество свободных UNIX-подобных операционных систем, таких как NetBSD, GNU/Linux и Minix, но первоначальный, лицензированный AT&T UNIX System V так и не был восстановлен.